# Les Jardins de l'Empereur
Les Jardins de l'Empereur (I Ghjardini di l'Impiratori en langue corse) est un quartier d'Ajaccio en Corse-du-Sud, situé sur les hauteurs à l'ouest de la ville et dominant le centre ancien.
Il est constitué de 600 logements, majoritairement composé de résidences privées  pour environ 2 200 habitants en 2016 (1025 habitants en quartier prioritaire de la politique de la ville en 2013), avec principalement une architecture de type grands ensembles.

## Description
Ce quartier est constitué d'immeubles et de blocs d'habitation en formes de barres et de tours où réside un nombre important de populations d'origine populaire. Son premier promoteur est la famille Antolini.
Classé en quartier prioritaire de la politique de la ville, auparavant en ZUS (zone urbaine sensible), il se caractérise par une forte proportion d'immigrés (50 % de la population, majoritairement originaires du Maroc), par des difficultés sociales importantes (environ 25 % de taux de chômage), et par des problèmes d'insécurité.
Des tensions entre communautés sont apparues à plusieurs reprises, comme à Noël 2015. Les forces de l'ordre et les pompiers appelés par ceux-ci pour un feu de poubelle se font caillasser par un groupe de jeunes. En représailles des manifestants saccagent une salle de prière musulmane,,.

## Différents noms d'immeubles
Les noms des immeubles du quartier sont en grande partie des prénoms, parfois de personnes importantes. 
Voici quelques noms d'immeubles :
- Le Louis ;
- Joseph ;
- Giocanti ;
- Le Caroline ;
- Napoléon[8] (la plus grande tour) ;
- Pauline
- Lucien
- iena
- Jérôme